# Zevenheuvelenloop 1993
De Zevenheuvelenloop 1993 vond plaats op 21 november 1993 in Nijmegen. Het was de tiende editie van deze wedstrijd. De wedstrijd vond plaats net onder het vriespunt met lichte sneeuw.
De wedstrijd bij de mannen werd gewonnen door de Marokkaan Khalid Skah in 43.34,4. Hij versloeg met ruime voorsprong de Nederlander Tonnie Dirks. Bij de vrouwen wist de Keniaanse Tegla Loroupe voor de tweede achtereenvolgende maal beslag te leggen op de eerste plaats. Zowel de eerste man als de eerste vrouw verbeterden het parcoursrecord.
Tijdens deze editie hield de organisatie een proef met automatische tijdregistratie met een chip aan de voet en matten op de weg, die de passage registreren. Daaruit resulteerde het ChampionChip tijdregistratiesysteem, dat sindsdien wereldwijd gebruikt wordt door bijna alle grote hardloopwegwedstrijden. Groot voordeel van het systeem is, dat het ook de individuele starttijden registreert, waardoor iedereen zijn werkelijk gelopen netto-tijd in de uitslag terug kan vinden.
In totaal schreven er 6377 deelnemers in, waarvan er 5830 finishten.

## Uitslagen

### Mannen
| rang   | naam                   | land | tijd    |
| ------ | ---------------------- | ---- | ------- |
| Goud   | Khalid Skah            | MAR  | 43.34,4 |
| Zilver | Tonnie Dirks           | NED  | 43.53,3 |
| Brons  | Samson Maritim         | KEN  | 43.55,2 |
| 4      | Bert van Vlaanderen    | NED  | 44.02,8 |
| 5      | Marnix Goegebeur       | BEL  | 44.04,7 |
| 6      | René Godlieb           | NED  | 44.16,6 |
| 7      | Soulman Nakedi         | RSA  | 44.23,8 |
| 8      | Francis Nade           | TAN  | 44.34,2 |
| 9      | Carl Thackery          | ENG  | 44.34,3 |
| 10     | John Vermeule          | NED  | 44.46,3 |
| 11     | Getaneh Tessema        | ETH  | 45.05,4 |
| 12     | Marco Gielen           | NED  | 45.09,5 |
| 13     | James Kariuki          | KEN  | 45.24,4 |
| 14     | Fransua Woldemariam    | ETH  | 45.26,1 |
| 15     | Aiduna Aitnafa         | ETH  | 45.26,4 |
| 16     | Marti ten Kate         | NED  | 45.26,9 |
| 17     | Philbert Nada Saktay   | TAN  | 45.32,4 |
| 18     | Aart Stigter           | NED  | 45.49,4 |
| 19     | Armand van der Smissen | NED  | 45.51,5 |
| 20     | Jos Sasse              | NED  | 45.55,2 |
| 21     | Luc Krotwaar           | NED  | 46.04,6 |
| 22     | Henk Gommer            | NED  | 46.06,2 |
| 23     | Kipsubei Kosgei        | KEN  | 46.07,0 |
| 24     | Tadesse Woldemeskle    | ETH  | 46.09,8 |
| 25     | John Duinmeijer        | NED  | 46.11,2 |

### Vrouwen
| rang   | naam                  | land | tijd    |
| ------ | --------------------- | ---- | ------- |
| Goud   | Tegla Loroupe         | KEN  | 50.05,7 |
| Zilver | Karen Macleod         | SCO  | 50.20,8 |
| Brons  | Heléna Barócsi        | HUN  | 50.36,5 |
| 4      | Joyce Chepchumba      | KEN  | 50.58,8 |
| 5      | Elly van Hulst        | NED  | 51.14,4 |
| 6      | Anne van Schuppen     | NED  | 51.57,4 |
| 7      | Carla Beurskens       | NED  | 51.58,2 |
| 8      | Liesbeth van Ast      | NED  | 53.00,4 |
| 9      | Marianne van de Linde | NED  | 53.05,2 |
| 10     | Helle Vullings        | NED  | 53.20,9 |
| 11     | Mieke Pullen          | NED  | 54.06,4 |
| 12     | Grete Koens           | NED  | 54.44,4 |
| 13     | Philomena Vrancken    | NED  | 55.09,9 |
| 14     | Gretha Jansen         | NED  | 55.26,8 |
| 15     | Petra van Limpt       | NED  | 55.41,7 |
| 16     | Mieke Aanen           | NED  | 55.59,6 |
| 17     | Marja Verhoef         | NED  | 56.10,6 |
| 18     | Jacqueline van Vliet  | NED  | 56.36,7 |
| 19     | Monique Seffinga      | NED  | 57.27,3 |
| 20     | Jenny Commandeur      | NED  | 57.58,1 |

1984 ·
1985 ·
1986 ·
1987 ·
1988 ·
1989 ·
1990 ·
1991 ·
1992 ·
1993 ·
1994 ·
1995 ·
1996 ·
1997 ·
1998 ·
1999 ·
2000 ·
2001 ·
2002 ·
2003 ·
2004 ·
2005 ·
2006 ·
2007 ·
2008 ·
2009 ·
2010 ·
2011 ·
2012 ·
2013 ·
2014 ·
2015 ·
2016 ·
2017 ·
2018 ·
2019 ·
2022